# Vila Chã de Braciosa
Vila Chã de Braciosa (Portugees) of Bila Chana de Barciosa (Mirandees) is een plaats (freguesia) in de Portugese gemeente Miranda do Douro en telt 391 inwoners (2001).